# 保科德
保科德，是匈牙利佐洛州所辖的一个村，总面积12.55平方公里，总人口947，人口密度75.5人/平方公里（2010年1月1日）。